# 上艾兹库尔
上艾兹库尔（法語：Aizecourt-le-Haut，法語發音：[ɛzkuʁ lə o]）是法国上法蘭西大區索姆省的一个市镇，属于佩罗讷区。

## 地理
上艾兹库尔（49°57'49"N, 2°59'0"E）面积3.65 平方千米，位于法国上法蘭西大區索姆省，该省份为法国北部沿海省份，北起加来海峡省和北部省，西接滨海塞纳省和大西洋英吉利海峡，南至瓦兹省，东临埃纳省。
与上艾兹库尔接壤的市镇（或旧市镇、城区）包括：穆瓦兰、阿莱讷、比叙、德里安库尔、唐普勒拉福斯。

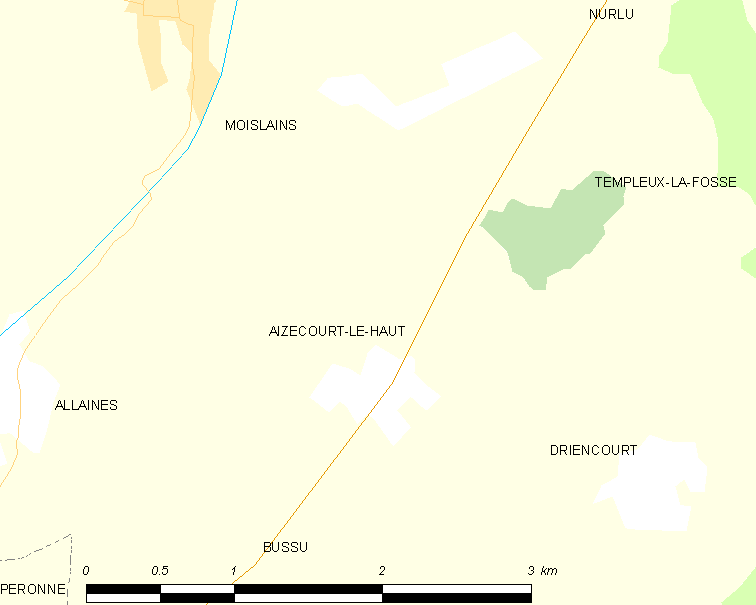
上艾兹库尔的OSM定位图

上艾兹库尔的时区为UTC+01:00、UTC+02:00（夏令时）。

## 行政
上艾兹库尔的邮政编码为80200，INSEE市镇编码为80015。

## 政治
上艾兹库尔所属的省级选区为佩罗讷县。

## 人口

1962-2008年间上艾兹库尔人口变化图示

上艾兹库尔于2022年1月1日时的人口数量为67人。